# Temporada do Clube de Regatas do Flamengo de 2011
O Clube de Regatas do Flamengo em 2011 participou de quatro competições: o Campeonato Carioca, onde foi o campeão invicto, a Copa do Brasil, onde foi eliminado nas quartas-de-final, o Campeonato Brasileiro, na qual terminou na quarta colocação, e a Copa Sul-Americana, onde foi eliminado nas oitavas-de-final. Também disputou um amistoso no dia 16 de janeiro contra o América Mineiro, onde venceu por 2 a 1.

## Fatos marcantes

### Transferências

#### Entradas
A primeira contratação de peso, anunciada no dia 17 de dezembro de 2010, foi do goleiro Felipe, ex-Corinthians, que atuava no Braga. Ele chegou por empréstimo de um ano.
Em 22 de dezembro de 2010, o meia argentino Darío Bottinelli foi anunciado como mais reforço para a temporada 2011.
Após semanas de muitas especulações e negociações arrastadas, no dia 10 de janeiro foi confirmada a contratação do meia Ronaldinho Gaúcho que estava na reserva do Milan. A apresentação aconteceu dois dias depois no Estádio da Gávea, onde o jogador foi recebido por mais de 20 mil torcedores. A apresentação contou com a presença de Ivo Meirelles, presidente da Estação Primeira de Mangueira, Dudu Nobre, Vágner Love e outras celebridades.
Em 13 de janeiro de 2011, mais uma contratação foi anunciada: Thiago Neves. O jogador atuava pelo Al-Hilal, da Arábia Saudita, que se manteve com 80% dos direitos econômicos do jogador; apenas 20% foram cedidos ao Flamengo.

#### Saídas
Em 31 de dezembro de 2010, foi anunciada a saída do lateral-esquerdo Juan para o São Paulo após quatro anos atuando pelo Flamengo. O jogador conquistou cinco títulos: Copa do Brasil de 2006; Campeonato Carioca de 2007, 2008 e 2009; e Campeonato Brasileiro de 2009. Individualmente conquistou os prêmios: "Melhor lateral-esquerdo do Campeonato Carioca" em 2007 e 2008 (ele já havia sido eleito em 2005 quando atuava pelo Fluminense); Bola de Prata de 2008; e "Melhor lateral-esquerdo do Brasileirão" também em 2008.

#### Despedida de Petković
O meia Petković fez sua despedida de partidas oficiais no dia 5 de maio contra o Corinthians, no Engenhão, pela terceira rodada do Campeonato Brasileiro. A partida terminou 1 a 1 com gols de Renato Abreu (Flamengo) e Willian (Corinthians) no 1º tempo. Ele jogou o primeiro tempo, e no intervalo recebeu uma placa comemorativa da presidente do clube, Patrícia Amorim. O meia deu a volta olímpica na pista do estádio, sendo ovacionado pela torcida rubro-negra.
Pet disputou ainda uma segunda partida no dia 9 de agosto, no Marakana, em Belgrado, Sérvia. Ele jogou um tempo em cada um dos clubes: pelo Estrela Vermelha, seu primeiro clube, e pelo Flamengo.

### Mortes
- 14 de junho – Leone (Rio de Janeiro), futebolista do Flamengo na década de 50 que atuava como lateral e foi tricampeão carioca em 1953, 1954 e 1955.[8][9]
- 4 de dezembro – Sócrates (Belém), futebolista do Flamengo entre 1985 e 1986 que atuava como meio-campista. Participou da conquista do Campeonato Carioca de 1986.[10]
- 31 de dezembro – Catê (Cruz Alta), futebolista do Flamengo entre janeiro e abril de 2000 que atuava como atacante e, mesmo com uma breve passagem, participou da conquista do Campeonato Carioca de 2000.[11]

## Competições

### Campeonato Carioca

#### Taça Guanabara
Fase de grupos - Grupo A
| Classificação | Classificação | Classificação | Classificação | Classificação | Classificação | Classificação | Classificação | Classificação | Classificação |
| Pos           | Time          | PG            | J             | V             | E             | D             | GP            | GS            | SG            |
| ------------- | ------------- | ------------- | ------------- | ------------- | ------------- | ------------- | ------------- | ------------- | ------------- |
| 1             | Flamengo      | 21            | 7             | 7             | 0             | 0             | 14            | 4             | +10           |

Fase final
|  | Semifinais                        | Semifinais |   |  | Final                             | Final |  |
|  |                                   |            |   |  |                                   |       |  |
|  | 19 de fevereiro, 17:00 - Engenhão |            |   |  |                                   |       |  |
|  | Boavista-RJ (pen)                 | 2 (4)      |   |  |                                   |       |  |
|  | Fluminense                        | 2 (2)      |   |  |                                   |       |  |
|  |                                   |            |   |  |                                   |       |  |
|  |                                   |            |   |  | 27 de fevereiro, 16:00 - Engenhão |       |  |
|  |                                   |            |   |  | Boavista-RJ                       | 0     |  |
|  |                                   | Flamengo   | 1 |  |                                   |       |  |
|  |                                   |            |   |  |                                   |       |  |
|  |                                   |            |   |  |                                   |       |  |
|  |                                   |            |   |  |                                   |       |  |
|  | 20 de fevereiro, 16:00 - Engenhão |            |   |  |                                   |       |  |
|  | Botafogo                          | 1 (1)      |   |  |                                   |       |  |
|  | Flamengo (pen)                    | 1 (3)      |   |  |                                   |       |  |

Premiação
| Taça Guanabara de 2011        |
| ----------------------------- |
| Rio de Janeiro                |
| FLAMENGO Campeão (19º título) |

#### Taça Rio
Fase de grupos - Grupo A
| Classificação | Classificação | Classificação | Classificação | Classificação | Classificação | Classificação | Classificação | Classificação | Classificação |
| Pos           | Time          | PG            | J             | V             | E             | D             | GP            | GS            | SG            |
| ------------- | ------------- | ------------- | ------------- | ------------- | ------------- | ------------- | ------------- | ------------- | ------------- |
| 2             | Flamengo      | 16            | 8             | 4             | 4             | 0             | 13            | 7             | +6            |

Fase final
|  | Semifinais                    | Semifinais     |       |  | Final                       | Final |  |
|  |                               |                |       |  |                             |       |  |
|  | 23 de abril, 18:30 - Engenhão |                |       |  |                             |       |  |
|  | Vasco da Gama                 | 1              |       |  |                             |       |  |
|  | Olaria                        | 0              |       |  |                             |       |  |
|  |                               |                |       |  |                             |       |  |
|  |                               |                |       |  | 1 de maio, 16:00 - Engenhão |       |  |
|  |                               |                |       |  | Vasco da Gama               | 0 (1) |  |
|  |                               | Flamengo (pen) | 0 (3) |  |                             |       |  |
|  |                               |                |       |  |                             |       |  |
|  |                               |                |       |  |                             |       |  |
|  |                               |                |       |  |                             |       |  |
|  | 24 de abril, 16:00 - Engenhão |                |       |  |                             |       |  |
|  | Fluminense                    | 1 (4)          |       |  |                             |       |  |
|  | Flamengo (pen)                | 1 (5)          |       |  |                             |       |  |

Premiação
| Taça Rio de 2011             |
| ---------------------------- |
| Rio de Janeiro               |
| FLAMENGO Campeão (8º título) |

#### Classificação final
O regulamento do campeonato previa que se uma única equipe vencer ambos os turnos, não haveria a disputa da fase final, sendo esta equipe declarada campeã carioca automaticamente. Como o Flamengo venceu os dois turnos, não houve final.
| Campeonato Carioca de 2011    |
| ----------------------------- |
| Rio de Janeiro                |
| FLAMENGO Campeão (32º título) |

### Campeonato Brasileiro
A estreia no Campeonato Brasileiro ocorreu no dia 21 de maio, no Estádio Moacyrzão, em Macaé e foi a melhor desde a edição de 1977, quando o Flamengo venceu o Vitória por 5 a 0 no Maracanã. Na edição deste ano, o Flamengo venceu o Avaí por 4 a 0 com gols de Bottinelli, Ronaldinho, Thiago Neves e Diego Maurício.
| Série A | Série A  | Série A | Série A | Série A | Série A | Série A | Série A | Série A | Série A | Série A | Série A | Série A |
| Pos     | Times    | Pts     | J       | V       | E       | D       | GP      | GC      | SG      | %       | M       |         |
| ------- | -------- | ------- | ------- | ------- | ------- | ------- | ------- | ------- | ------- | ------- | ------- | ------- |
| 4       | Flamengo | 52      | 31      | 13      | 13      | 5       | 50      | 39      | +11     | 55.9    | 1       |         |

Última atualização em 14 de outubro de 2011.

### Copa Sul-Americana
Em 5 de julho a Confederação Sul-Americana de Futebol (CONMEBOL) liberou a relação de partidas das primeira e segunda fases. O Flamengo, assim como os demais clubes brasileiros e argentinos, entrará na segunda fase e enfrentará o Atlético Paranaense em 10 de agosto, na partida de ida no Rio de Janeiro, e em 24 de agosto na partida de volta em Curitiba.

## Partidas disputadas
O clube disputou 41 partidas, sendo 26 partidas como mandante (um amistoso) ou clássico[a] e 15 como visitante. Foram 25 vitórias, 15 empates e uma derrota. A equipe marcou 73 gols e sofreu 32, com saldo de 41 gols.
| #  | Data            | Competição     | Rodada      | Mandante             | Placar | Visitante            | Púb.   | Ref    |
| -- | --------------- | -------------- | ----------- | -------------------- | ------ | -------------------- | ------ | ------ |
| 01 | 16 de janeiro   | Amistoso       |             | Flamengo             | 2 – 1  | América Mineiro      | 17 911 | [ 16 ] |
| 02 | 19 de janeiro   | Taça Guanabara | 1ª          | Flamengo             | 2 – 0  | Volta Redonda        | 9 088  | [ 17 ] |
| 03 | 22 de janeiro   | Taça Guanabara | 2ª          | America              | 1 – 3  | Flamengo             | 7 832  | [ 18 ] |
| 04 | 26 de janeiro   | Taça Guanabara | 3ª          | Flamengo             | 2 – 0  | Americano            | 10 000 | [ 19 ] |
| 05 | 30 de janeiro   | Taça Guanabara | 4ª          | Vasco da Gama        | 1 – 2  | Flamengo             | 15 356 | [ 20 ] |
| 06 | 2 de fevereiro  | Taça Guanabara | 5ª          | Flamengo             | 1 – 0  | Nova Iguaçu          | 42 108 | [ 21 ] |
| 07 | 6 de fevereiro  | Taça Guanabara | 6ª          | Boavista-RJ          | 2 – 3  | Flamengo             | 10 000 | [ 22 ] |
| 08 | 13 de fevereiro | Taça Guanabara | 7ª          | Flamengo             | 1 – 0  | Resende              | 6 384  | [ 23 ] |
| 09 | 16 de fevereiro | Copa do Brasil | 1ª fase     | Murici               | 0 – 3  | Flamengo             | 15 100 | [ 24 ] |
| 10 | 20 de fevereiro | Taça Guanabara | Semifinal   | Botafogo             | 1 – 1  | Flamengo             | 30 553 | [ 25 ] |
| 11 | 27 de fevereiro | Taça Guanabara | Final       | Boavista-RJ          | 0 – 1  | Flamengo             | 41 708 | [ 26 ] |
| 12 | 5 de março      | Taça Rio       | 1ª          | Flamengo             | 3 – 2  | Olaria               | 6 779  | [ 27 ] |
| 13 | 10 de março     | Taça Rio       | 2ª          | Bangu                | 1 – 2  | Flamengo             | 6 958  | [ 28 ] |
| 14 | 13 de março     | Taça Rio       | 3ª          | Flamengo             | 0 – 0  | Fluminense           | 26 131 | [ 29 ] |
| 15 | 16 de março     | Copa do Brasil | 2ª fase     | Fortaleza            | 0 – 3  | Flamengo             | 21 089 | [ 30 ] |
| 16 | 20 de março     | Taça Rio       | 4ª          | Cabofriense          | 0 – 0  | Flamengo             | 2 447  | [ 31 ] |
| 17 | 27 de março     | Taça Rio       | 5ª          | Flamengo             | 3 – 3  | Madureira            | 5 072  | [ 32 ] |
| 18 | 2 de abril      | Taça Rio       | 6ª          | Duque de Caxias      | 0 – 2  | Flamengo             | 11 791 | [ 33 ] |
| 19 | 10 de abril     | Taça Rio       | 7ª          | Botafogo             | 0 – 2  | Flamengo             | 21 422 | [ 34 ] |
| 20 | 17 de abril     | Taça Rio       | 8ª          | Flamengo             | 1 – 1  | Macaé                | 5 330  | [ 35 ] |
| 21 | 20 de abril     | Copa do Brasil | Oitavas/1ª  | Flamengo             | 1 – 1  | Horizonte            | 9 029  | [ 36 ] |
| 22 | 24 de abril     | Taça Rio       | Semifinal   | Fluminense           | 1 – 1  | Flamengo             | 23 915 | [ 37 ] |
| 23 | 27 de abril     | Copa do Brasil | Oitavas/2ª  | Horizonte            | 0 – 3  | Flamengo             | 5 058  | [ 38 ] |
| 24 | 1 de maio       | Taça Rio       | Final       | Vasco da Gama        | 0 – 0  | Flamengo             | 39 029 | [ 39 ] |
| 25 | 5 de maio       | Copa do Brasil | Quartas/1ª  | Flamengo             | 1 – 2  | Ceará                | 17 127 | [ 40 ] |
| 26 | 11 de maio      | Copa do Brasil | Quartas/2ª  | Ceará                | 2 – 2  | Flamengo             | 12 936 | [ 41 ] |
| 27 | 21 de maio      | Brasileiro     | 1ª          | Flamengo             | 4 – 0  | Avaí                 | 5 973  | [ 42 ] |
| 28 | 29 de maio      | Brasileiro     | 2ª          | Bahia                | 3 – 3  | Flamengo             | 32 157 | [ 43 ] |
| 29 | 5 de junho      | Brasileiro     | 3ª          | Flamengo             | 1 – 1  | Corinthians          | 42 000 | [ 44 ] |
| 30 | 12 de junho     | Brasileiro     | 4ª          | Atlético Paranaense  | 1 – 1  | Flamengo             | 19 036 | [ 45 ] |
| 31 | 19 de junho     | Brasileiro     | 5ª          | Flamengo             | 0 – 0  | Botafogo             | 20 429 | [ 46 ] |
| 32 | 25 de junho     | Brasileiro     | 6ª          | Flamengo             | 4 – 1  | Atlético Mineiro     | 16 870 | [ 47 ] |
| 33 | 29 de junho     | Brasileiro     | 7ª          | América Mineiro      | 2 – 3  | Flamengo             | 7 475  | [ 48 ] |
| 34 | 6 de julho      | Brasileiro     | 8ª          | Flamengo             | 1 – 0  | São Paulo            | 18 418 | [ 49 ] |
| 35 | 10 de julho     | Brasileiro     | 9ª          | Fluminense           | 0 – 1  | Flamengo             | 23 438 | [ 50 ] |
| 36 | 17 de julho     | Brasileiro     | 10ª         | Palmeiras            | 0 – 0  | Flamengo             | 33 575 | [ 51 ] |
| 37 | 23 de julho     | Brasileiro     | 11ª         | Flamengo             | 1 – 1  | Ceará                | 6 154  | [ 52 ] |
| 38 | 27 de julho     | Brasileiro     | 12ª         | Santos               | 4 – 5  | Flamengo             | 12 968 | [ 53 ] |
| 39 | 30 de julho     | Brasileiro     | 13ª         | Flamengo             | 2 – 0  | Grêmio               | 28 793 | [ 54 ] |
| 40 | 3 de agosto     | Brasileiro     | 14ª         | Cruzeiro             | 0 – 1  | Flamengo             | 14 863 | [ 55 ] |
| 41 | 6 de agosto     | Brasileiro     | 15ª         | Flamengo             | 1 – 0  | Coritiba             | 28 930 | [ 56 ] |
| 42 | 10 de agosto    | Sul-Americana  | 2ªf / ida   | Flamengo             | 1 – 0  | Atlético Paranaense  | —      | [ 57 ] |
| 43 | 14 de agosto    | Brasileiro     | 16ª         | Figueirense          | 2 – 2  | Flamengo             | 18 265 | [ 58 ] |
| 44 | 18 de agosto    | Brasileiro     | 17ª         | Flamengo             | 1 – 4  | Atlético Goianiense  | 10 278 | [ 59 ] |
| 45 | 21 de agosto    | Brasileiro     | 18ª         | Internacional        | 2 – 2  | Flamengo             | 28 752 | [ 60 ] |
| 46 | 24 de agosto    | Sul-Americana  | 2ªf / volta | Atlético Paranaense  | 0 – 1  | Flamengo             | —      | [ 61 ] |
| 47 | 28 de agosto    | Brasileiro     | 19ª         | Flamengo             | 0 – 0  | Vasco da Gama        | 33 206 | [ 62 ] |
| 48 | 31 de agosto    | Brasileiro     | 20ª         | Avaí                 | 3 – 2  | Flamengo             | 12 692 | [ 63 ] |
| 49 | 4 de setembro   | Brasileiro     | 21ª         | Flamengo             | 1 – 3  | Bahia                | 13 538 | [ 64 ] |
| 50 | 8 de setembro   | Brasileiro     | 22ª         | Corinthians          | 2 – 1  | Flamengo             | 35 392 | [ 65 ] |
| 51 | 11 de setembro  | Brasileiro     | 23ª         | Flamengo             | 1 – 2  | Atlético Paranaense  | 7 846  | [ 66 ] |
| 52 | 18 de setembro  | Brasileiro     | 24ª         | Botafogo             | 1 – 1  | Flamengo             | 25 670 | [ 67 ] |
| 53 | 21 de setembro  | Brasileiro     | 25ª         | Atlético Mineiro     | 1 – 1  | Flamengo             | 13 849 | [ 68 ] |
| 54 | 24 de setembro  | Brasileiro     | 26ª         | Flamengo             | 2 – 1  | América Mineiro      | 9 445  | [ 69 ] |
| 55 | 2 de outubro    | Brasileiro     | 27ª         | São Paulo            | 1 – 2  | Flamengo             | 63 871 | [ 70 ] |
| 56 | 9 de outubro    | Brasileiro     | 28ª         | Flamengo             | 3 – 2  | Fluminense           | 25 513 | [ 71 ] |
| 57 | 12 de outubro   | Brasileiro     | 29ª         | Flamengo             | 1 – 1  | Palmeiras            | 22 573 | [ 72 ] |
| 58 | 15 de outubro   | Brasileiro     | 30ª         | Ceará                | 0 – 1  | Flamengo             | 18 245 | [ 73 ] |
| 59 | 19 de outubro   | Sul-Americana  | 8ª / ida    | Flamengo             | 0 – 4  | Universidad de Chile |        |        |
| 60 | 23 de outubro   | Brasileiro     | 31ª         | Flamengo             | 1 – 1  | Santos               | 18 257 | [ 74 ] |
| 61 | 26 de outubro   | Sul-Americana  | 8ª / volta  | Universidad de Chile | 0 – 1  | Flamengo             |        |        |
| 62 | 30 de outubro   | Brasileiro     | 32ª         | Grêmio               | 4 – 2  | Flamengo             | 39 647 | [ 75 ] |

Última atualização em 14 de outubro de 2011.
Legenda:      Vitórias —      Empates —      Derrotas —      Clássicos[a]

### Primeira partida
Amistoso
A primeira partida da temporada foi um amistoso disputado em 16 de janeiro contra o América Mineiro, com Vander marcando o primeiro gol da temporada.
| 16 de janeiro | Flamengo                   | 2 – 1 | América Mineiro    | Estádio do Café, Londrina                             |
| 21:50         | Vander 3' · Bottinelli 83' |       | Gabriel Santos 16' | Público: 17 911 Árbitro: PR Antonio Denival de Morais |

### Última partida
Campeonato Brasileiro – 29ª rodada
| 12 de outubro | Flamengo         | 1 – 1 | Palmeiras        | Estádio Engenhão, Rio de Janeiro        |
| 21:50         | Thiago Neves 55' |       | Maikon Leite 63' | Árbitro: MG Emerson de Almeida Ferreira |

### Próxima partida
Campeonato Brasileiro – 30ª rodada
| 15 de outubro | Ceará | – | Flamengo | Estádio Presidente Vargas, Fortaleza     |
| 18:00         |       |   |          | Árbitro: GO André Luiz de Freitas Castro |

### Campanha
Essa é a campanha na temporada:
|                    | Mandante | Visitante | Clássicos[a] | Total |
| ------------------ | -------- | --------- | ------------ | ----- |
| Jogos              | 19       | 18        | 8            | 45    |
| Vitórias           | 12       | 11        | 3            | 26    |
| Empates            | 5        | 7         | 5            | 17    |
| Derrotas           | 2        | 0         | 0            | 2     |
|                    |          |           |              |       |
| Gols marcados      | 33       | 39        | 7            | 79    |
| Gols sofridos      | 17       | 20        | 3            | 40    |
| Saldo de gols      | 16       | 19        | 4            | 39    |
|                    |          |           |              |       |
| Aproveitamento (%) | 71,9     | 74,1      | 58,3         | 70,4  |

Última atualização em 24 de agosto de 2011.

## Artilharia
A artilharia da temporada:
| #           | Futebolista     | Total | Amistoso | Campeonato Carioca | Copa do Brasil | Campeonato Brasileiro | Copa Sul- Americana |
| ----------- | --------------- | ----- | -------- | ------------------ | -------------- | --------------------- | ------------------- |
| 01          | Ronaldinho      | 21    |          | 4                  | 2              | 13                    |                     |
| 01          | Thiago Neves    | 21    |          | 7                  | 2              | 6                     |                     |
| 01          | Deivid          | 21    |          | 5                  | 1              | 10                    |                     |
| 04          | Renato Abreu    | 9     |          | 4                  | 3              |                       |                     |
| 05          | Wanderley       | 7     |          | 2                  | 2              | 2                     |                     |
| 06          | Bottinelli      | 6     |          |                    |                | 3                     |                     |
| 07          | Jael            | 4     |          | 1                  | 1              | 1                     |                     |
| 08          | Diego Maurício  | 3     |          | 1                  | 1              |                       |                     |
| 10          | Vander          | 2     |          | 1                  |                |                       |                     |
| 10          | Negueba         | 2     |          |                    | 1              | 1                     |                     |
| 10          | Willians        | 2     |          | 1                  |                |                       |                     |
| 12          | Egídio          | 1     |          |                    |                | 1                     |                     |
| 12          | Rafael Galhardo | 1     |          |                    | 1              |                       |                     |
| 12          | David Braz      | 1     |          |                    |                | 1                     |                     |
| 12          | Jean            | 1     |          | 1                  |                |                       |                     |
| 12          | Léo Moura       | 1     |          | 1                  |                |                       |                     |
| 12          | Ronaldo Angelim | 1     |          | 1                  |                |                       |                     |
|             |                 |       |          |                    |                |                       |                     |
| Gols-contra | Gols-contra     | 1     |          | 1                  |                |                       |                     |
| TOTAL       | TOTAL           | 104   |          | 30                 | 13             | 28                    |                     |

Última atualização em 8 de agosto de 2011.

## Cartões
Os cartões amarelos e vermelhos recebidos durante a temporada:
| #     | Futebolista     | Expulso | Penalizado com cartão amarelo |
| ----- | --------------- | ------- | ----------------------------- |
| 01    | Willians        | 1       | 15                            |
| 02    | David Braz      | 1       | 9                             |
| 03    | Bottinelli      | 1       | 8                             |
| 04    | Ronaldo Angelim | 1       | 4                             |
| 05    | Ronaldinho      |         | 11                            |
| 06    | Thiago Neves    |         | 9                             |
|       | Welinton        |         | 9                             |
| 08    | Renato Abreu    |         | 7                             |
| 09    | Maldonado       |         | 6                             |
| 10    | Egídio          |         | 5                             |
| 11    | Airton          |         | 3                             |
|       | Felipe          |         | 3                             |
|       | Rafael Galhardo |         | 3                             |
|       | Léo Moura       |         | 3                             |
| 15    | Deivid          |         | 2                             |
|       | Fernando        |         | 2                             |
|       | Fierro          |         | 2                             |
|       | Rodrigo Alvim   |         | 2                             |
| 19    | Júnior César    |         | 1                             |
|       | Negueba         |         | 1                             |
|       | Muralha         |         | 1                             |
| TOTAL | TOTAL           | 4       | 106                           |

Última atualização em 8 de agosto de 2011.

## Público
| Competição            | Mandante | Visitante | Clássicos[a] | Total    | Média    |
| --------------------- | -------- | --------- | ------------ | -------- | -------- |
| Amistoso              | 17 911   |           |              | 17 911   | 17 911,0 |
| Campeonato Carioca    | 84 761   | 80 736    | 156 406      | 321 903  | 16 942,3 |
| Copa do Brasil        | 26 156   | 54 183    |              | 80 339   | 13 389,8 |
| Campeonato Brasileiro | 101 338  | 136 944   | 43 867       | 282 149  | 20 153,5 |
| Copa Sul-Americana    |          |           |              |          |          |
| Total                 | 230 166  | 271 863   | 200 273      | 702 302  | —        |
| Partidas              | 16       | 16        | 8            | 40       | —        |
| Média                 | 14 385,4 | 16 991,4  | 25 034,1     | 17 557,6 | —        |

Última atualização em 8 de agosto de 2011.